# 拉姆普尔
拉姆普尔（Rampur），是印度喜马偕尔邦Shimla县的一个城镇。总人口5653（2001年）。

## 人口
该地2001年总人口5653人，其中男性3308人，女性2345人；0—6岁人口537人，其中男293人，女244人；识字率84.43%，其中男性为87.18%，女性为80.55%。